# Get Inside
Get Inside  (en español:  «Entra») es una canción de la banda estadounidense de hard rock, Stone Sour para su álbum debut homónimo: Stone Sour. Se lanzó en 2002 y fue el primer sencillo del su álbum debut, casi una década después de que la banda fue creada.

## Contenido
La canción “Get Inside” es acerca de alguien que le dijo a Corey que lo entiende, Corey sabía que no era cierto, por lo que dice “Get Inside” – “entra” en la canción, porque el quería a esta persona cerca para que pudiera tratar de matarlo ( por eso en la canción que dice “Run Motherfucker”).

## Antecedentes
Las voces de Corey Taylor en esta canción, son muy similares a las que utiliza en Slipknot. En varias ocasiones, a través de la canción, Taylor utiliza un tipo de gruñido, y los versos de la canción son totalmente limpios, conserva el estilo nu metal añadiéndole rapeo. El coro cuenta con Taylor gritando “Get Inside” en repetidas ocasiones.
Es de destacar que esta es una de las pocas ocasiones en que el guitarrista Josh Rand toca la guitarra principal, en vez de su posición habitual, como guitarra rítmica.

## Video musical
El video fue dirigido por Hal Carter y fue grabado en The Whiskey en Los Ángeles, California el 26 de junio y lanzado el 26 de julio del 2002.

## Listado de canciones
| CD, sencillo, Promo |              |          |  |
| N.º                 | Título       | Duración |  |
| 1.                  | «Get Inside» | 03:13    |  |
| 2.                  | «Blotter»    | 03:30    |  |
| 3.                  | «Orchids»    | 04:23    |  |

| CD, sencillo, Promo |                          |          |  |
| N.º                 | Título                   | Duración |  |
| 1.                  | «Get Inside»             | 03:13    |  |
| 2.                  | «Get Inside» (Rough Mix) | 03:14    |  |